# Eudiscoderma thongareeae
Eudiscoderma thongareeae  is een zoogdier uit de familie van de reuzenoorvleermuizen (Megadermatidae). De wetenschappelijke naam van de soort werd voor het eerst geldig gepubliceerd door Soisook, Prajakjitr, Karapan, Francis & Bates in 2015.

## Voorkomen
De soort komt enkel voor in het zuiden van Thailand, waar hij slechts van één enkele locatie bekend is.